# Andreas Bube

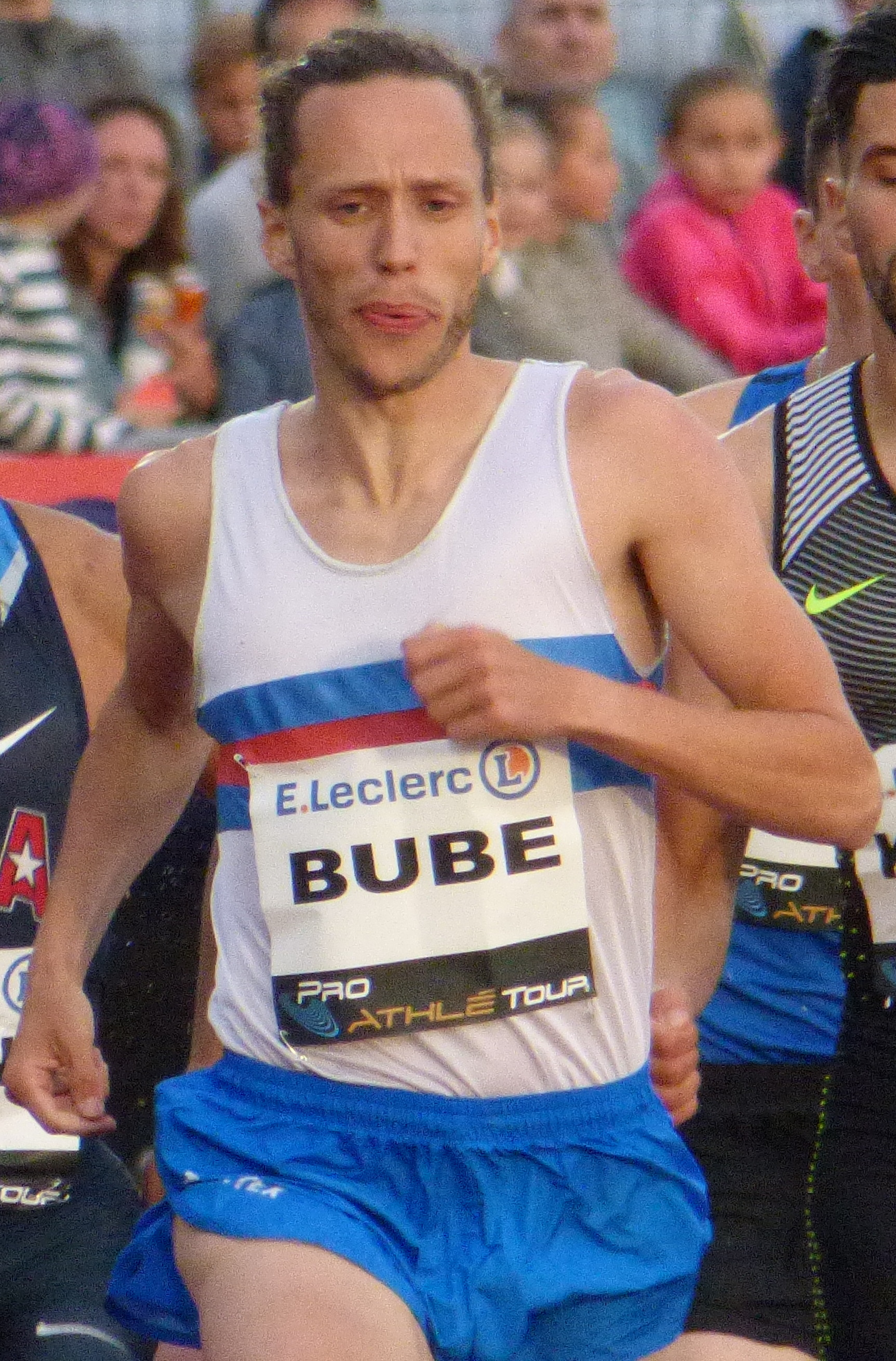
Andreas Bube

Andreas Bube (Andreas Hjartbro Bube; * 13. Juli 1987 in Gladsaxe) ist ein dänischer Mittelstreckenläufer, Sprinter und Hürdenläufer.
2009 schied er bei den Halleneuropameisterschaften in Turin über 400 Meter im Vorlauf aus. Bei den Europameisterschaften 2010 in Barcelona kam er über 800 Meter und in der 4-mal-400-Meter-Staffel nicht über die erste Runde hinaus.
2011 scheiterte er über 800 Meter bei den Halleneuropameisterschaften in Paris im Vorlauf und erreichte bei den Weltmeisterschaften in Daegu das Halbfinale.
Im Jahr darauf gewann er über dieselbe Distanz Silber bei den Europameisterschaften 2012 in Helsinki und schied bei den Olympischen Spielen in London im Vorlauf aus.
Einem vierten Platz über 800 Meter bei den Europameisterschaften 2014 in Zürich folgte ein Vorrundenaus bei den Weltmeisterschaften 2015 in Peking.
Dreimal wurde er Dänischer Meister über 400 Meter Hürden (2005–2007) und je einmal über 400 Meter (2006) und 800 Meter (2011). In der Halle holte er zweimal den nationalen Titel über 800 Meter (2011, 2012) und einmal über 200 Meter (2007).

## Persönliche Bestzeiten
- 200 m: 21,68 s, 28. Juni 2006, Göteborg
  - Halle: 22,08 s, 28. Februar 2009, Skive
- 400 m: 46,48 s, 5. Juli 2009, Oordegem
  - Halle: 47,95 s, 28. Februar 2009, Skive
- 800 m: 1:44,89 min, 20. Juli 2012, Monaco
  - Halle: 1:47,50 min, 18. Februar 2012, Gent
- 400 m Hürden: 52,41 s, 5. August 2007, Odense